# Cys-la-Commune
Cys-la-Commune és un municipi francès situat al departament de l'Aisne i a la regió dels Alts de França. L'any 2007 tenia 141 habitants.

## Demografia

### Població
El 2007 la població de fet de Cys-la-Commune era de 141 persones. Hi havia 49 famílies de les quals 8 eren unipersonals (4 homes vivint sols i 4 dones vivint soles), 15 parelles sense fills i 26 parelles amb fills.
La població ha evolucionat segons el següent gràfic:
Habitants censats

### Habitatges
El 2007 hi havia 66 habitatges, 53 eren l'habitatge principal de la família, 6 eren segones residències i 6 estaven desocupats. 64 eren cases i 2 eren apartaments. Dels 53 habitatges principals, 46 estaven ocupats pels seus propietaris, 5 estaven llogats i ocupats pels llogaters i 3 estaven cedits a títol gratuït; 3 tenien dues cambres, 9 en tenien tres, 19 en tenien quatre i 22 en tenien cinc o més. 45 habitatges disposaven pel capbaix d'una plaça de pàrquing. A 18 habitatges hi havia un automòbil i a 32 n'hi havia dos o més.

### Piràmide de població
La piràmide de població per edats i sexe el 2009 era:
| Homes | Edats   | Dones |
| ----- | ------- | ----- |
| 0     | 95 o +  | 0     |
| 0     | 90 a 94 | 0     |
| 0     | 85 a 89 | 0     |
| 0     | 80 a 84 | 0     |
| 0     | 75 a 79 | 4     |
| 0     | 70 a 74 | 0     |
| 4     | 65 a 69 | 0     |
| 12    | 60 a 64 | 12    |
| 0     | 55 a 59 | 4     |
| 4     | 50 a 54 | 8     |
| 4     | 45 a 49 | 0     |
| 8     | 40 a 44 | 0     |
| 8     | 35 a 39 | 4     |
| 8     | 30 a 34 | 8     |
| 0     | 25 a 29 | 12    |
| 0     | 20 a 24 | 4     |
| 0     | 15 a 19 | 0     |
| 0     | 10 a 14 | 8     |
| 8     | 5 a 9   | 0     |
| 0     | 0 a 4   | 0     |

## Economia
El 2007 la població en edat de treballar era de 95 persones, 73 eren actives i 22 eren inactives. De les 73 persones actives 61 estaven ocupades (33 homes i 28 dones) i 11 estaven aturades (4 homes i 7 dones). De les 22 persones inactives 10 estaven jubilades, 8 estaven estudiant i 4 estaven classificades com a «altres inactius».

### Ingressos
El 2009 a Cys-la-Commune hi havia 62 unitats fiscals que integraven 154 persones, la mediana anual d'ingressos fiscals per persona era de 16.612 €.

### Activitats econòmiques
Dels 2 establiments que hi havia el 2007, 1 era d'una empresa de construcció i 1 d'una entitat de l'administració pública.
L'únic servei als particulars que hi havia el 2009 era una empresa de construcció.
L'any 2000 a Cys-la-Commune hi havia 6 explotacions agrícoles que ocupaven un total de 276 hectàrees.

## Equipaments sanitaris i escolars
El 2009 hi havia una escola elemental integrada dins d'un grup escolar amb les comunes properes formant una escola dispersa.

## Poblacions properes
El següent diagrama mostra les poblacions més properes.